# Huizhou, Huangshan
Huizhou är ett stadsdistrikt i staden Huangshan i provinsen Anhui i östra Kina. Det ligger  omkring 250 kilometer sydost om provinshuvudstaden Hefei.
Huizou är indelat i ett stadsdelsdistrikt, fyra köpingar och tre socknar.
Stadsdelsdistrikt (jiedao):

- Huizhou (徽州街道)

Köpingar (zhen):

- Chengkan (呈坎镇)
- Qiankou (潜口镇)
- Xixinan (西溪南镇)
- Yansi (岩寺镇)

Socknar (xiang):

- Fuxi (富溪乡)
- Qiashe (洽舍乡)
- Yangcun (杨村乡)